# Merval
Merval – miejscowość i dawna gmina we Francji, w regionie Hauts-de-France, w departamencie Aisne. W dniu 1 stycznia 2016 roku z połączenia siedmiu ówczesnych gmin – Glennes, Longueval-Barbonval, Merval, Perles, Révillon, Vauxcéré oraz Villers-en-Prayères – powstała nowa gmina Les Septvallons. W 2013 roku populacja Merval wynosiła 99 mieszkańców.